# Provincia del Tôv
La provincia del Tôv (in mongolo Төв аймаг, provincia centrale) è una provincia (aimag) della Mongolia centro-settentrionale. Ulan Bator, la capitale della Mongolia, è situata proprio al centro della provincia, ma ha un'amministrazione municipale indipendente. Il capoluogo è invece Zuunmod che contava 16.227 abitanti al censimento del 2000 e si trova a soli 50 km a sud dalla capitale.

## Geografia fisica
La provincia comprende la parte occidentale dei monti Hėntij, con vette tra i 1.800 ed i 2.800 metri, e digrada poi nelle steppe di sud-ovest. Il corso d'acqua più importante è il fiume Tuul, che attraversa anche Ulaanbaatar. La provincia confina a nord con la provincia di Sėlėngė, ad est con quella del Hėntij, a sud con quelle del Gov’-Sùmbėr e del Dundgov’ e ad ovest con quelle del Ôvôrhangaj e di Bulgan.

## Economia
C'è una produzione mineraria di carbone e lignite. La popolazione, dedita prevalentemente all'allevamento, sta progressivamente migrando verso la vicina capitale Ulan Bator.

## Parchi nazionali
Il parco nazionale Gorchi-Tėrėlž (Горхи-Тэрэлж, Gorkhi-Terelj secondo la traslitterazione anglosassone), istituito nel 1993, copre parte dei monti Hėntij. È conosciuto per le sue formazioni rocciose, tra cui una roccia simile a una gigantesca tartaruga. Il paesaggio è di tipo alpino, con foreste di larici e pini e vere e proprie distese di stelle alpine, il fiore nazionale della Mongolia.
Nel parco nazionale del Chustajn Nuruu, circa 120 km a sud-ovest di Ulan Bator, è stato reitrodotto l'originario cavallo selvatico della Mongolia: il Takhi o cavallo di Przewalski. Il progetto, iniziato nel 1993 ha avuto successo ed è diventato un'attrazione sia per scienziati che per turisti.
La riserva naturale di Gun-Galuut è un'area protetta, fondata nel 2003 per conservare nel loro habitat alcune specie minacciate, inserite nelle liste dell'IUCN, tra cui: la gru siberiana, la gru dal collo bianco, la gru monaca, l'anser cygnoides e l'argali.
Poiché è considerata sacra, la montagna Bogd Khan Uul, a sud di Ulan Bator, è un'area protetta fin dal 1778. Durante il socialismo fu decretata parco nazionale e questo impedì l'espandersi della capitale in quella direzione. Sul versante sud del monte, sempre all'interno dell'area protetta e a soli 5 km da Zuunmod si trova il monastero buddista di Manzušri Hijd, conosciuto anche come Manzshir Khiid (Манзушри Хийд), fondato nel 1773 e recentemente restaurato dopo essere stato distrutto nel 1937.

## Geografia antropica

### Suddivisioni amministrative
La provincia del Tôv è suddivisa nei seguenti distretti (sum):

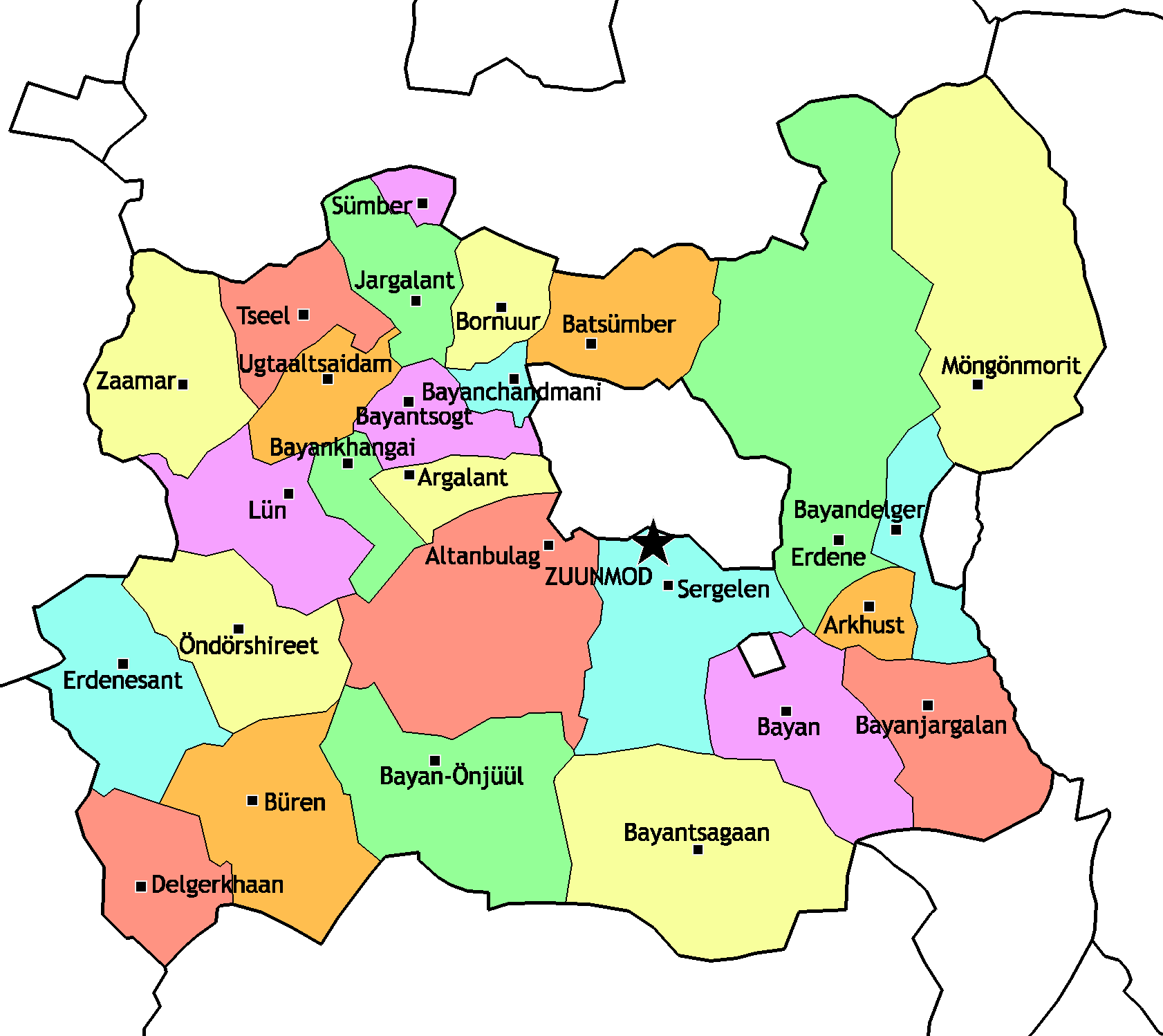
I sum della provincia del Tôv (nella traslitterazione anglosassone)

| Sum                        | Mongolo      | Pop. 1980 | Pop. 1986 | Pop. 1992 | Pop. 1998 | Pop. 2005 | Pop. 2007 | Pop. 2007           |
| Sum                        | Mongolo      | Pop. 1980 | Pop. 1986 | Pop. 1992 | Pop. 1998 | Pop. 2005 | totale    | centro amm. del sum |
| -------------------------- | ------------ | --------- | --------- | --------- | --------- | --------- | --------- | ------------------- |
| Distretto di Altanbulag    | Алтанбулаг   | 2.701     | 2.857     | 3.357     | 3.622     | 3.104     | 3.079     | 1.427               |
| Distretto di Argalant      | Аргалант     | 1.530     | 1.941     | 2.689     | 2.505     | 1.892     | 1.955     | 916                 |
| Distretto di Arhust        | Архуст       | 1.431     | 2.006     | 2.260     | 2.086     | 1.671     | 1.371     | 516                 |
| Distretto di Bajan         | Баян         | 2.847     | 3.385     | 2.903     | 2.575     | 2.062     | 2.093     | 1.166               |
| Distretto di Bajancagaan   | Баянцагаан   | 2.128     | 2.236     | 2.683     | 2.737     | 2.369     | 2.173     | 988                 |
| Distretto di Bajancogt     | Баянцогт     | 3.505     | 3.575     | 3.987     | 3.406     | 1.890     | 2.020     | 958                 |
| Distretto di Bajančandman' | Баянчандмань | 3.244     | 4.059     | 4.769     | 3.641     | 3.268     | 3.322     | 1.311               |
| Distretto di Bajandėlgėr   | Баяндэлгэр   | 2.506     | 2.600     | 2.655     | 2.203     | 1.226     | 1.165     | 580                 |
| Distretto di Bajanhangaj   | Баянхангай   | 1.357     | 2.062     | 2.270     | 1.693     | 1.498     | 1.401     | 746                 |
| Distretto di Bajan-Ônžùùl  | Баян-Өнжүүл  | 2.759     | 2.621     | 2.918     | 2.817     | 2.538     | 2.560     | 579                 |
| Distretto di Bajanžargalan | Баянжаргалан | 1.377     | 1.302     | 1.718     | 1.788     | 1.583     | 1.623     | 609                 |
| Distretto di Batsùmbėr     | Батсүмбэр    | 5.390     | 5.810     | 6.505     | 6.786     | 6.358     | 6.525     | 2.325               |
| Distretto di Bornuur       | Борнуур      | 3.816     | 4.031     | 5.145     | 4.454     | 4.372     | 4.693     | 3.233               |
| Distretto di Bùrėn         | Бүрэн        | 2.714     | 2.718     | 3.452     | 3.624     | 3.303     | 3.209     | 614                 |
| Distretto di Cėėl          | Цээл         | 2.318     | 2.728     | 3.605     | 3.988     | 2.513     | 2.352     | 1.568               |
| Distretto di Dėlgėrhaan    | Дэлгэрхаан   | 2.006     | 1.867     | 2.294     | 2.499     | 2.033     | 2.016     | 635                 |
| Distretto di Ėrdėnė        | Эрдэнэ       | 4.523     | 4.365     | 4.067     | 3.485     | 3.424     | 3.607     | 1.398               |
| Distretto di Ėrdėnėsant    | Эрдэнэсант   | 3.472     | 4.735     | 5.757     | 5.855     | 5.011     | 5.010     | 1.893               |
| Distretto di Lùn           | Лүн          | 2.644     | 2.400     | 3.245     | 3.151     | 2.595     | 2.515     | 1.302               |
| Distretto di Môngônmor't   | Мөнгөнморьт  | 2.091     | 2.099     | 2.363     | 2.197     | 1.923     | 1.902     | 908                 |
| Distretto di Ôndôrširėėt   | Өндөрширээт  | 2.111     | 2.112     | 2.471     | 2.525     | 1.927     | 2.006     | 582                 |
| Distretto di Sėrgėlėn      | Сэргэлэн     | 2.490     | 2.280     | 2.831     | 2.422     | 1.855     | 1.884     | 199                 |
| Distretto di Sùmbėr        | Сүмбэр       | 1.133     | 1.608     | 2.265     | 2.210     | 1.637     | 1.646     | 690                 |
| Distretto di Ugtaal        | Угтаал       | 3.366     | 4.003     | 5.007     | 4.139     | 2.397     | 2.274     | 1.413               |
| Distretto di Zaamar        | Заамар       | 2.354     | 3.030     | 4.002     | 5.645     | 5.721     | 5.816     | 1.494               |
| Distretto di Žargalant     | Жаргалант    | 4.218     | 4.941     | 6.038     | 5.975     | 5.798     | 5.781     | 2.156               |
| Distretto di Zuunmod *     | Зуунмод      | 9.649     | 12.739    | 20.285    | 16.037    | 14.600    | 14.830    | 14.568              |

* capoluogo della provincia